# Orinocostekelstaart
De Orinocostekelstaart (Synallaxis beverlyae) is een zangvogel uit de familie Furnariidae (ovenvogels). Deze vogel is pas in 1998 ontdekt en in 2009 beschreven.

## Verspreiding en leefgebied
Deze soort komt voor op riviereilandjes in de Orinoco in Venezuela en oostelijk Colombia.

## Status
De grootte van de populatie is niet gekwantificeerd maar de soort heeft een erg klein verspreidingsgebied en er zijn maar enkele plekken bekend waar deze vogel voorkomt. Op de Rode lijst van de IUCN heeft deze soort de status gevoelig.